# Fátima
Pour les articles homonymes, voir Fatima.
Fátima est une petite ville portugaise située dans le district de Santarém, province de Beira Litoral, au Portugal.
La ville devient célèbre en 1917, quand trois jeunes bergers eurent été témoins à plusieurs reprises d'une apparition mariale. Le 13 octobre 1917, des milliers de personnes ont assisté au miracle du soleil tournoyant sur lui-même comme un disque d'argent.
La Vierge Marie a également transmis un message aux trois enfants. Ces apparitions mariales ont entraîné la création du sanctuaire de Notre-Dame de Fatima à Cova da Iria, lieu d'un célèbre pèlerinage catholique. En 2017, le pape François se rend à Fátima pour le pèlerinage.
La localité comptait 11 596 habitants en 2011, elle fait partie de la ville de Ourém dans le district de Santarém.

## Histoire
Le nom vient d'une princesse maure nommée Fatima, enlevée par un chevalier chrétien puis convertie au christianisme,.

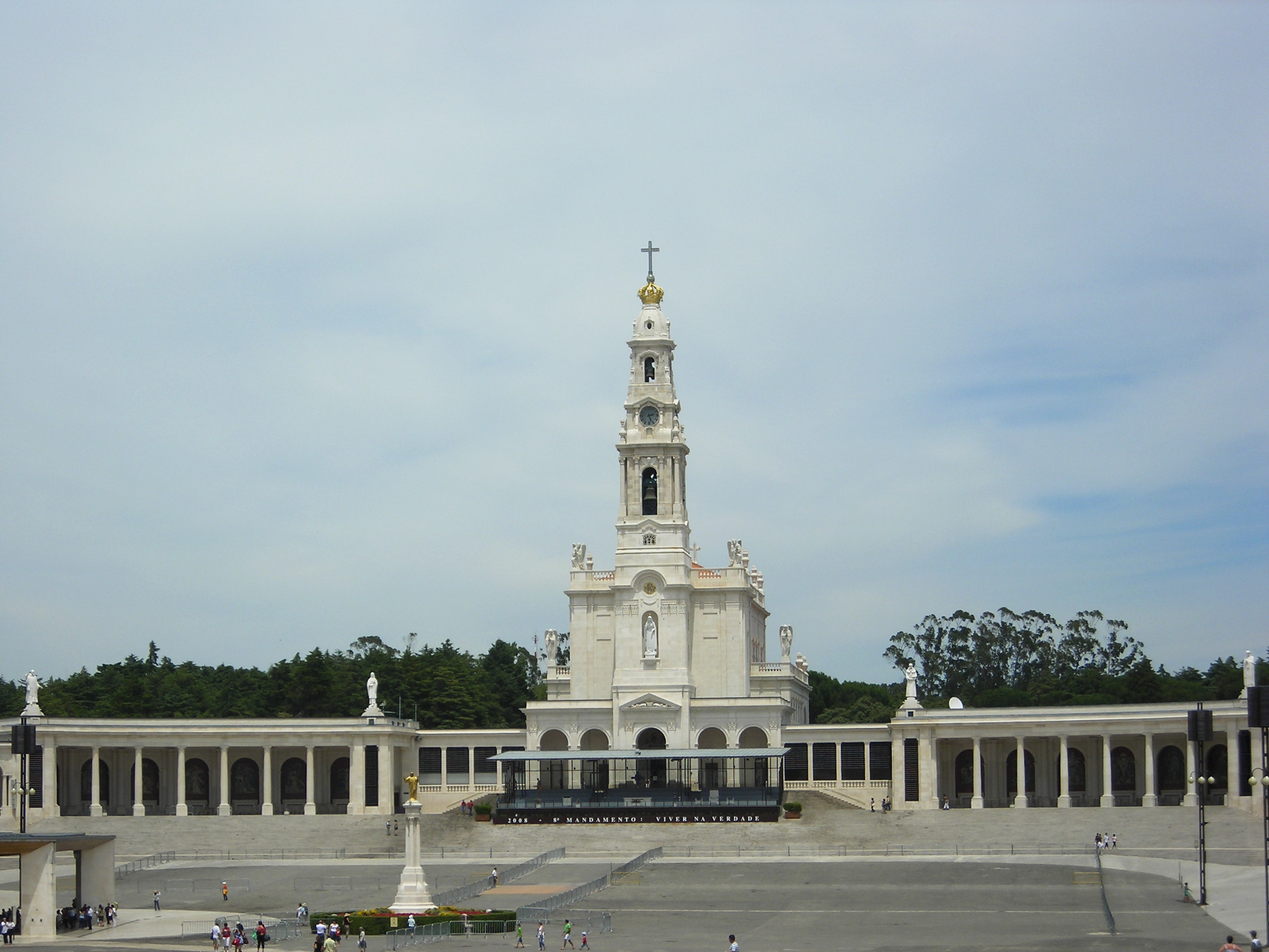
Vue panoramique du sanctuaire de Notre-Dame de Fátima.

Fátima devint célèbre grâce au sanctuaire de Notre-Dame de Fatima, construit pour commémorer les apparitions mariales de 1917 quand trois petits bergers affirmèrent avoir vu la « Vierge du Rosaire », Notre-Dame de Fátima, et l'année précédente les apparitions de l'Ange de la Paix (ou Ange du Portugal). Les enfants auraient été témoins des apparitions dans la Cova da Iria (« Anse d'Irène ») et à Valinhos, près du village d'Aljustrel, à environ 2 kilomètres de Fátima.
Fátima attire des croyants du monde entier, particulièrement les jours de pèlerinage international, et le sanctuaire fut agrandi pour pouvoir les accueillir. Les grandes processions au flambeau, qui se font de nuit, sont très impressionnantes.
Les pèlerins se rassemblent sur la Cova, une gigantesque esplanade sur laquelle fut construite une petite chapelle où la Vierge est apparue aux jeunes bergers. Autour de l'esplanade, un nombre considérable de magasins de souvenirs religieux a vu le jour.
De l'autre côté de l'esplanade s'élève l'imposante basilique de Notre-Dame du Rosaire, de style néo-classique, avec une tour centrale de 65 mètres de haut, sa construction débuta le 13 mai 1928. Elle est pourvue de colonnades qui la relient aux couvents et aux bâtiments hospitaliers. Dans la basilique on peut voir les tombes de deux des trois bergers, Francisco Marto et Jacinta Marto, qui moururent respectivement en 1919 et 1920, et furent béatifiés en 2000 par le pape Jean Paul II puis canonisés par le pape François en 2017. La troisième, Lúcia dos Santos, qui est devenue une religieuse carmélite, ne mourut qu'en 2005, et sa tombe est aussi dans la même basilique.

## Galerie

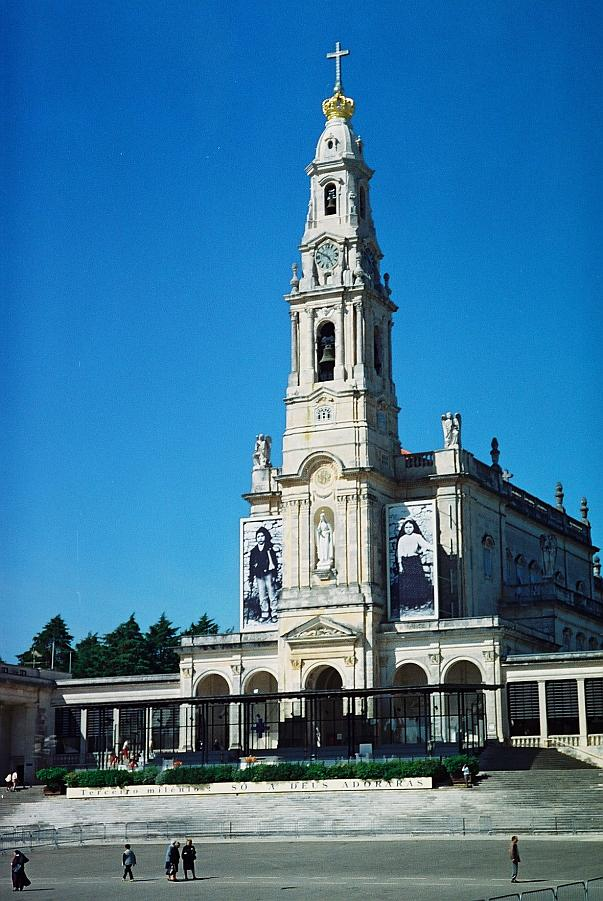
Haute tour de la Basilique de Notre-Dame du Rosaire de Fátima.
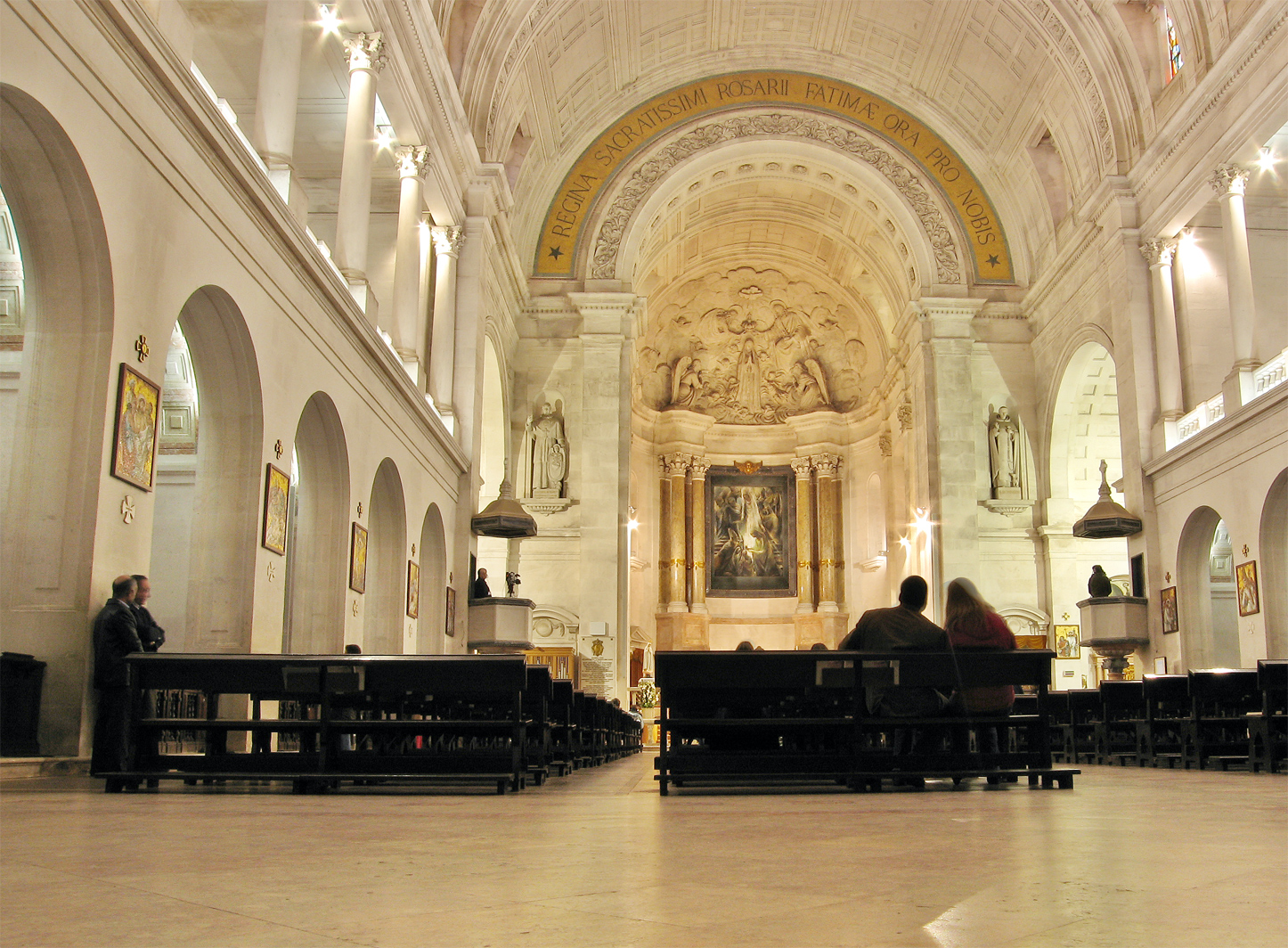
À l'intérieur de la Basilique de Notre-Dame du Rosaire de Fátima.
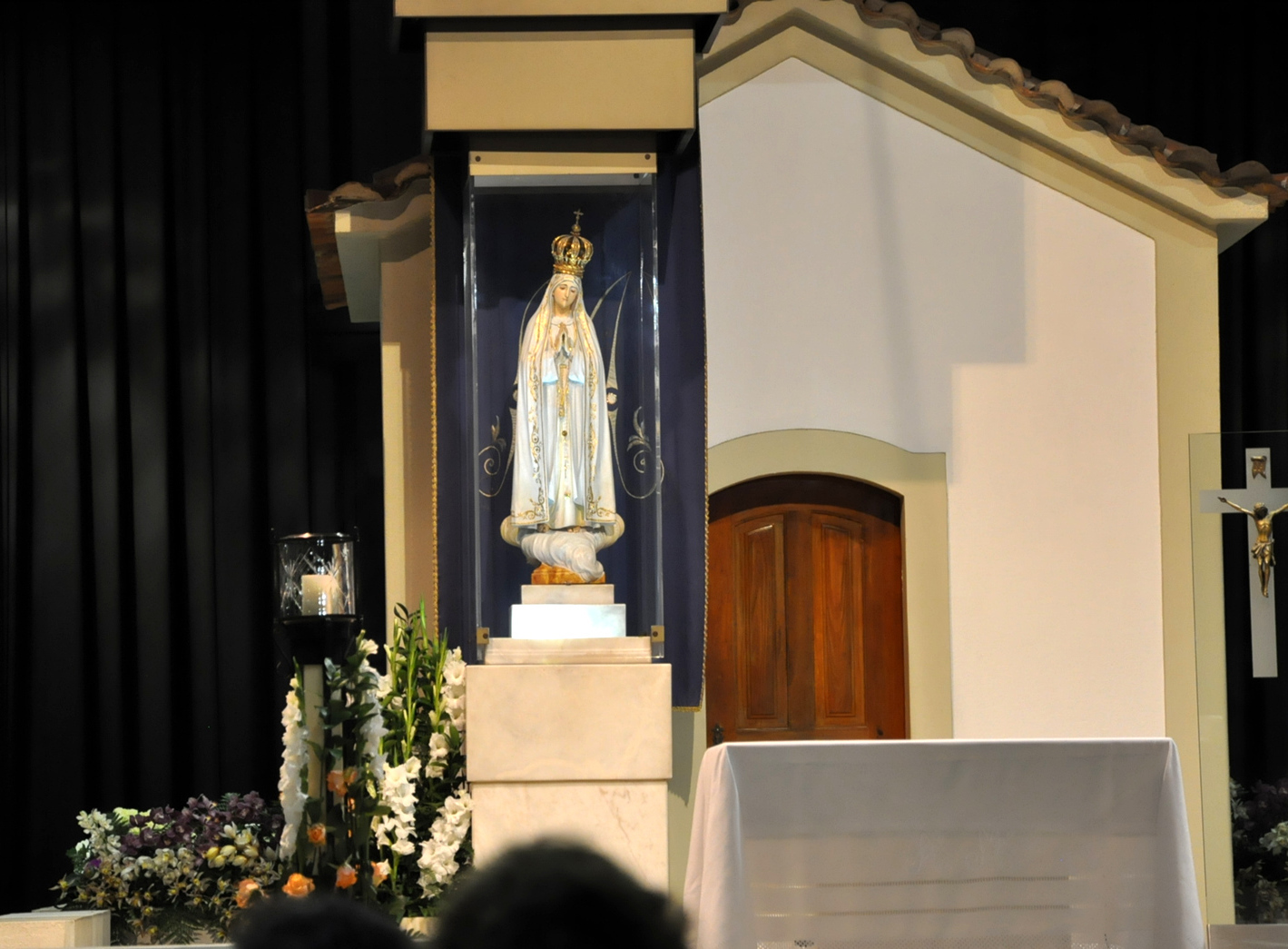
Notre-Dame de Fátima dans la Chapelle des apparitions.
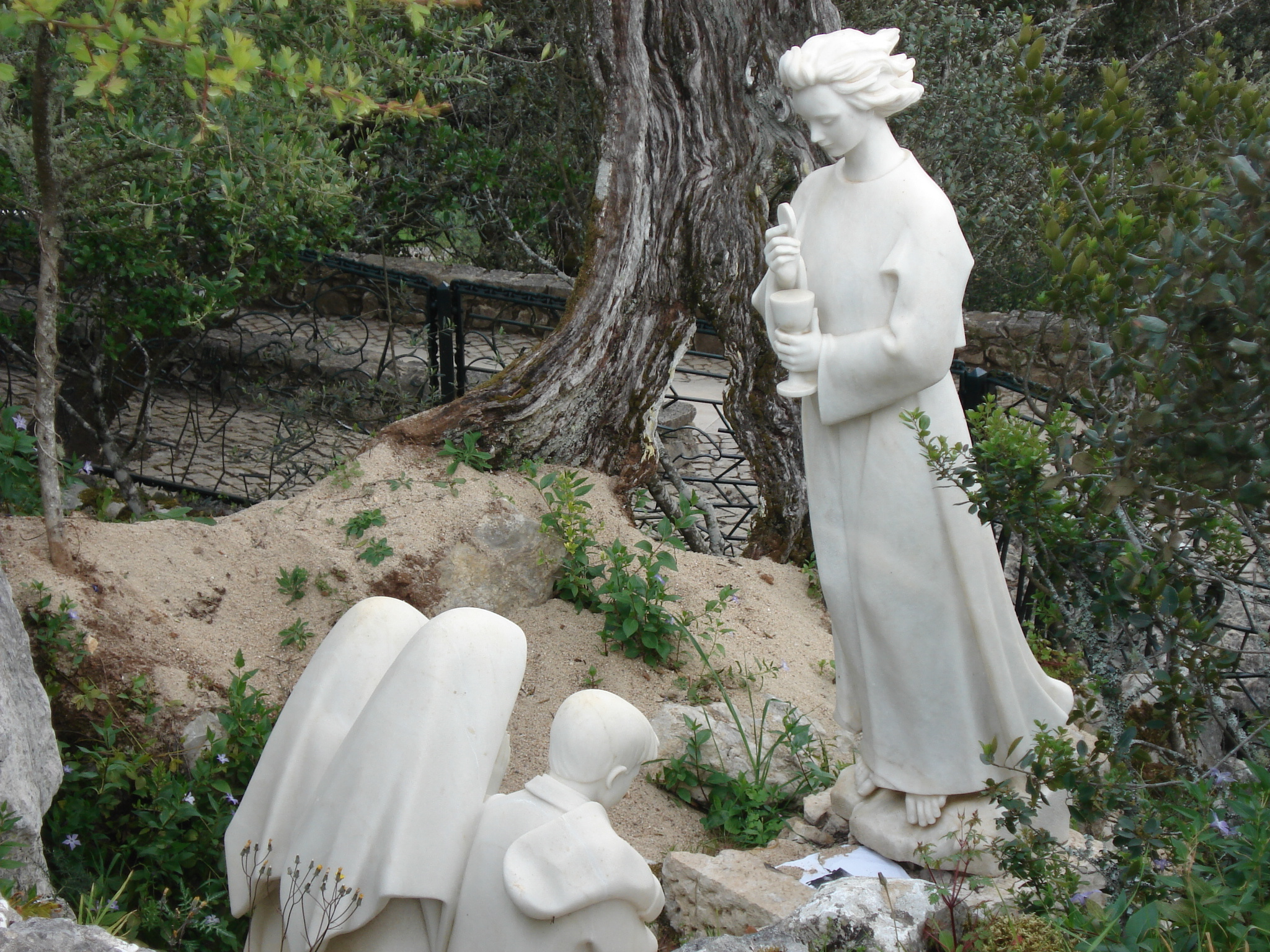
Le lieu des apparitions de l'Ange de la Paix aux trois bergers à Valinhos.
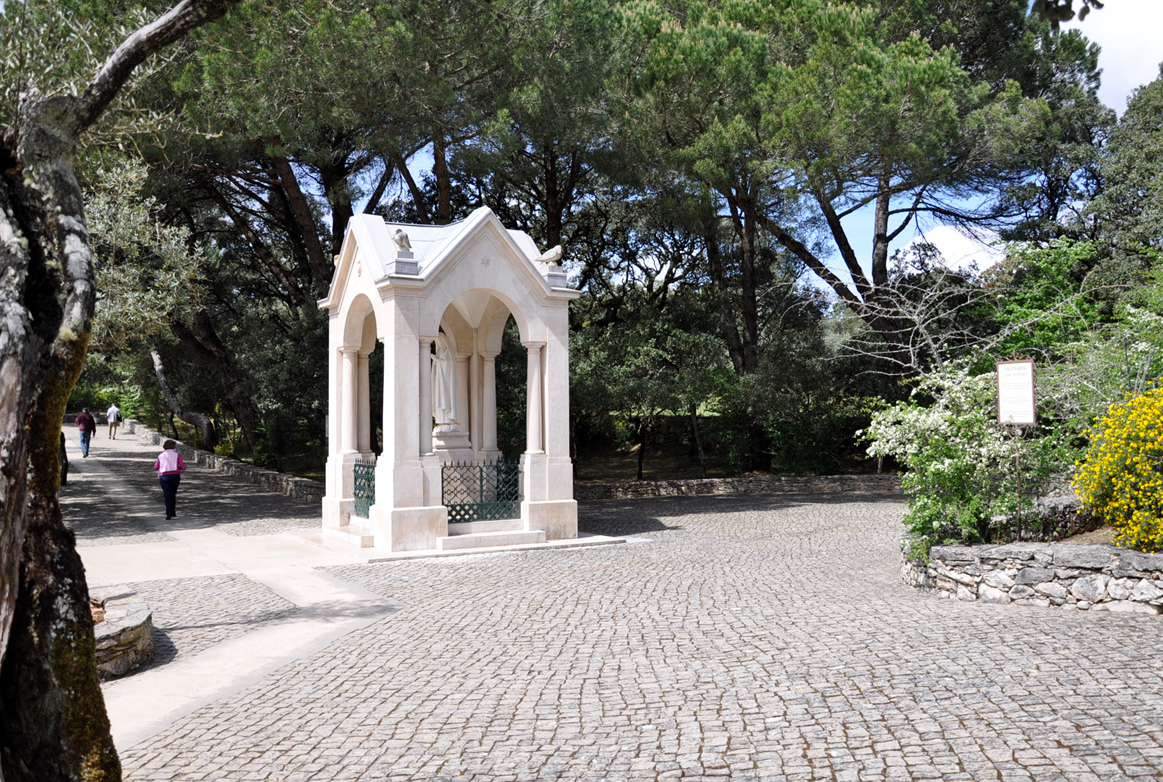
Le lieu de l'apparition de Notre-Dame de Fátima le 19 août 1917 à Valinhos.

## Vue panoramique

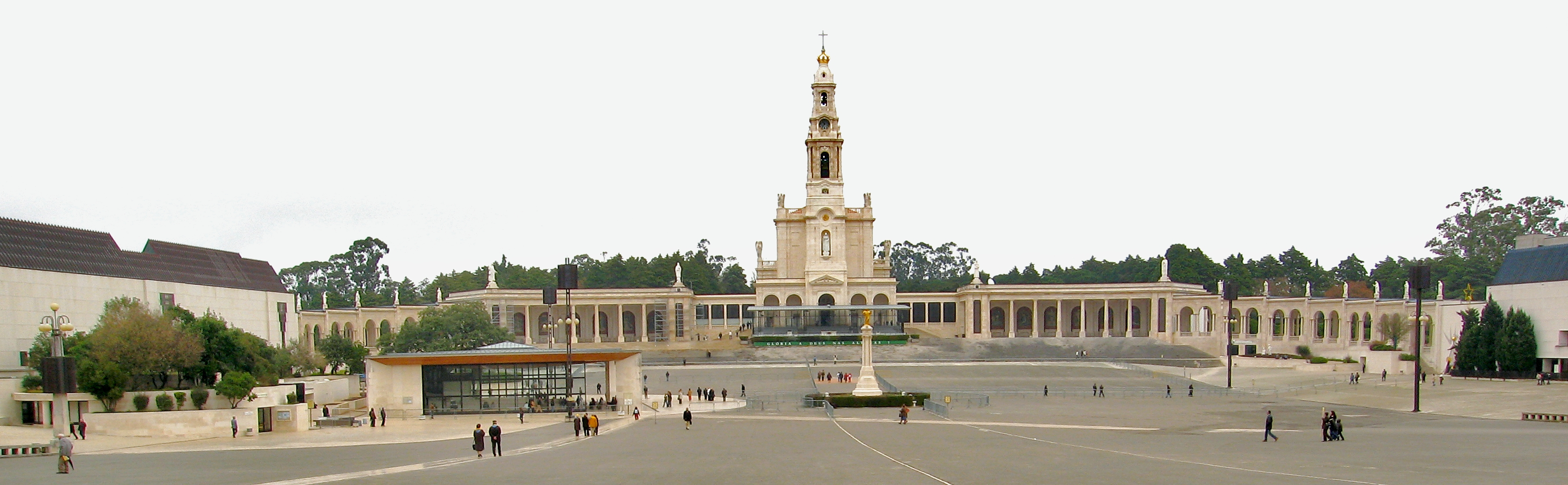
Vue panoramique sur le Sanctuaire de Notre-Dame de Fatima (avec la Chapelle des apparitions et la Basilique de Notre-Dame du Rosaire).

## Municipalités limitrophes

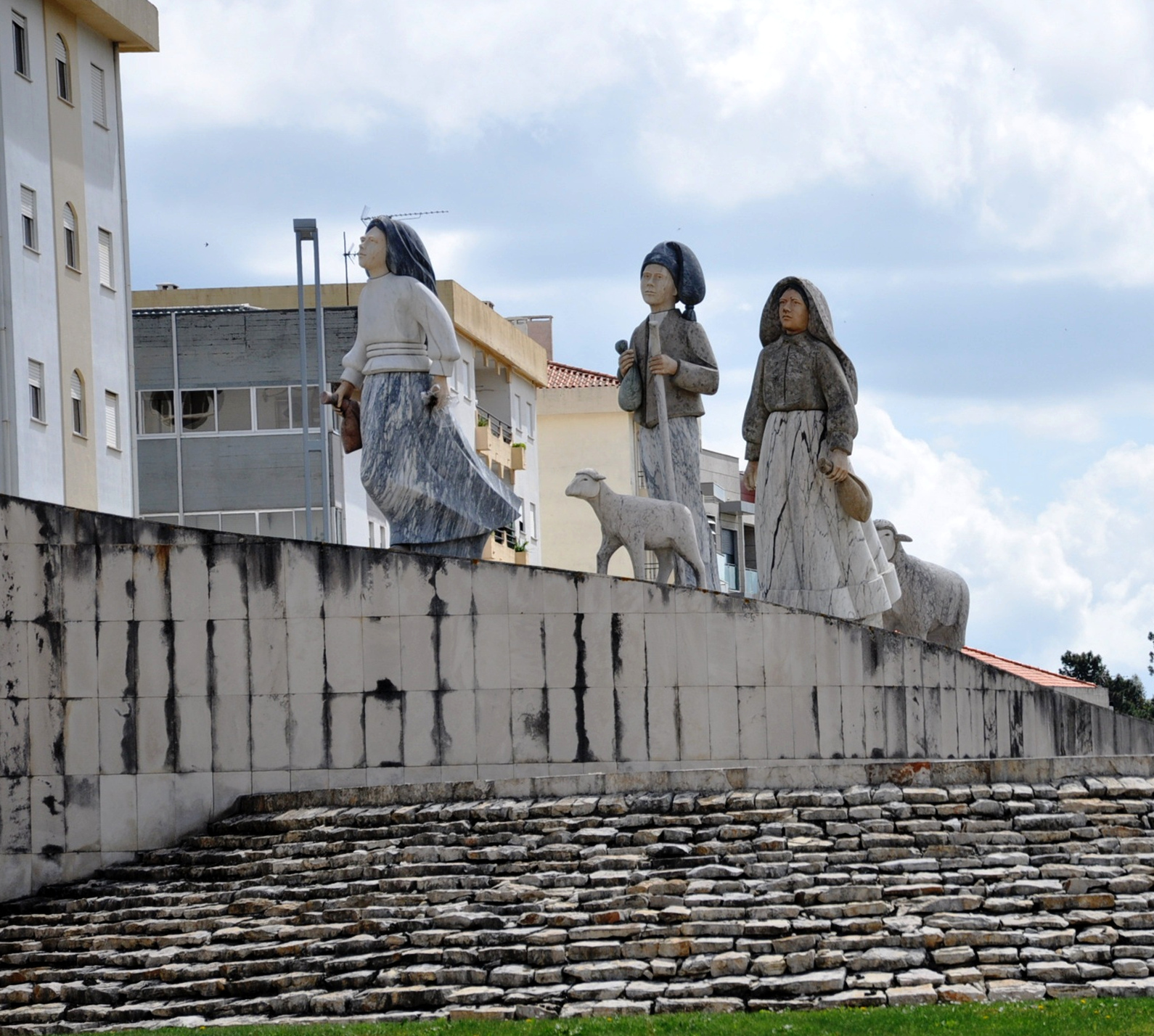
La rotonde des trois petits bergers à l'entrée sud de la ville de Fátima.

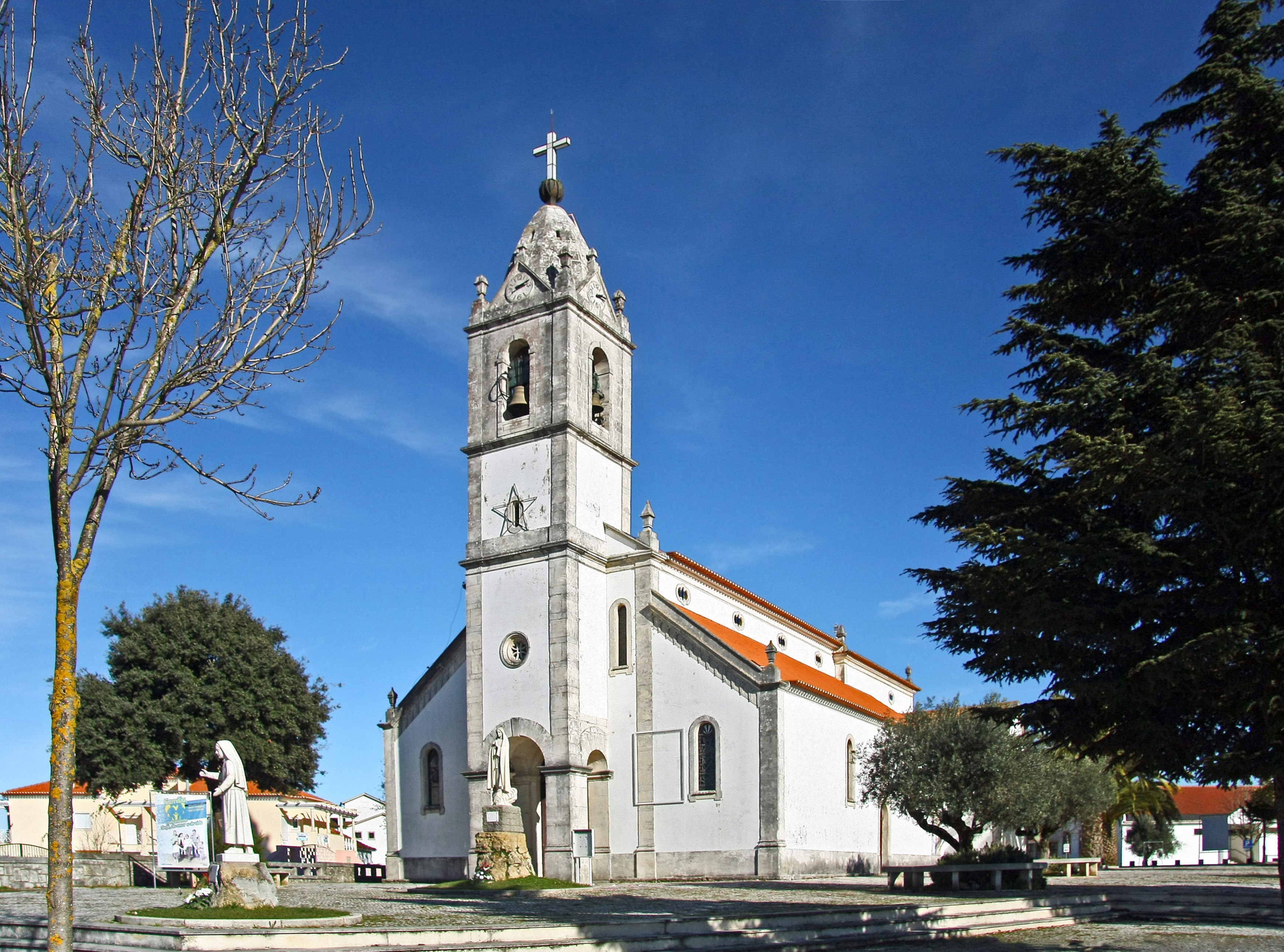
L'église paroissiale de Fátima.

## Distance

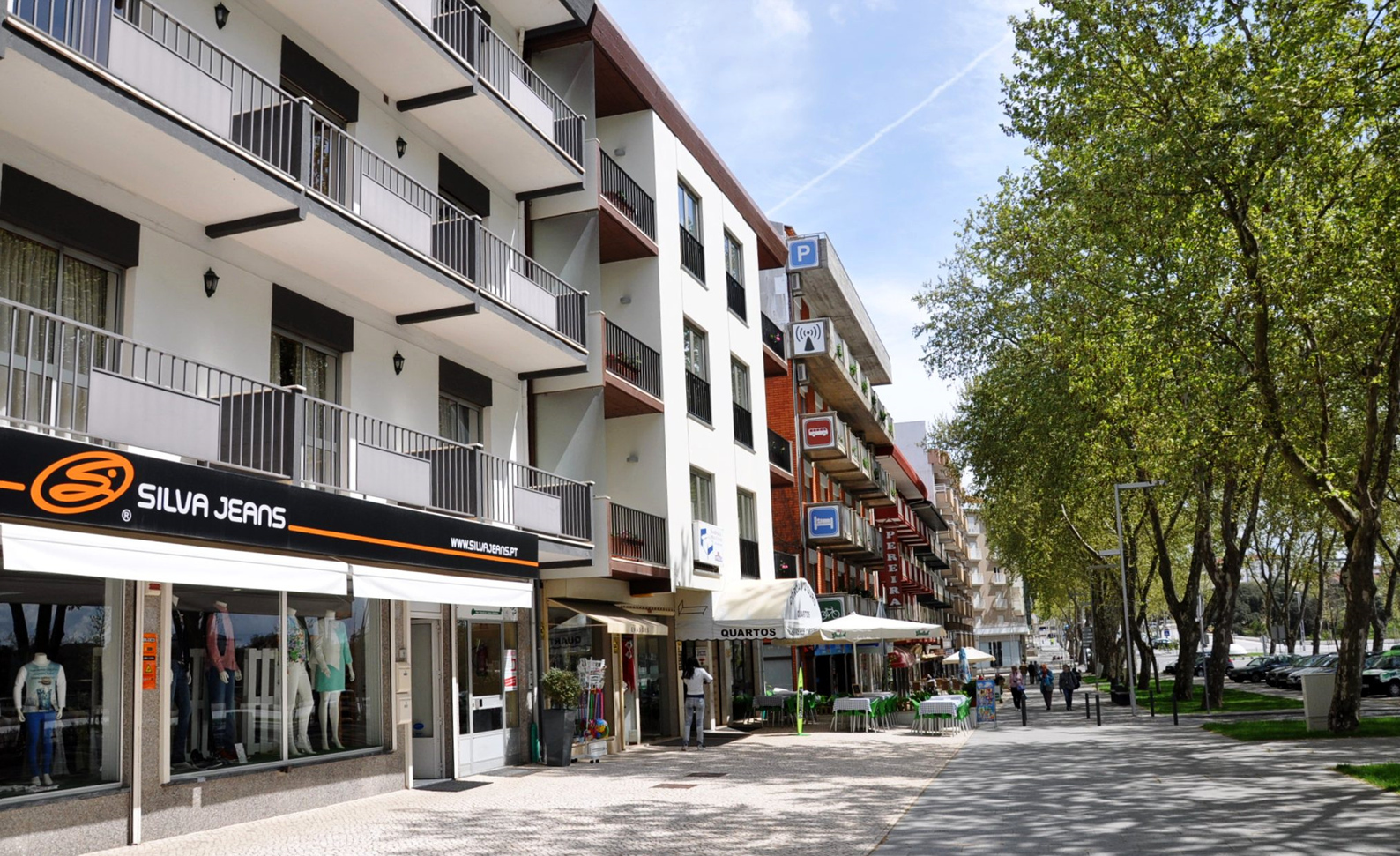
L'avenue principale de Fátima.

- Ourém : 12 km
- Batalha : 19 km
- Porto de Mós : 24 km
- Leiria : 27 km
- Alcanena : 32 km
- Torres Novas : 36 km
- Lisbonne : 125 km
- Almada : 137 km
- Porto : 194 km